# Carlos Saldanha
Carlos Saldanha OMC (Rio de Janeiro, 24 de janeiro de 1965) é um diretor cinematográfico, produtor, animador e dublador brasileiro. Ele foi o co-diretor de A Era do Gelo (2002) e Robôs (2005), e o diretor de A Era do Gelo 2 (2006), A Era do Gelo 3 (2009), Rio e Rio 2, sendo estes dois últimos longa-metragens presentes entre os filmes de maior bilheteria de todos os tempos. Saldanha cursou Mestrado em Artes e se especializou em animação digital na School of Visual Arts, em Nova Iorque. Sua última produção foi o filme O Touro Ferdinando.
Além de trabalhar na direção de filmes, trabalhou na animação de curta-metragem Bunny (1998), de Chris Wedge, que venceu o Oscar de Melhor Curta-de-Animação de 1999. Fez parte do elenco de vozes da dublagem brasileira de A Era do Gelo 3, interpretando os três dinossauros bebês que Sid cuida.

## Biografia
Saldanha nasceu no Brasil e estudou no Colégio Militar do Rio de Janeiro, é casado e pai de três filhas e um filho.
Já foi co-diretor de, A A Era do Gelo e Robôs e diretor de Gone Nutty, A Era do Gelo 2 e 3. Provavelmente o diretor de animação 3D mais conhecido no mundo afora por ter sucessos de bilheteria.
Carlos Saldanha estudou Ciências da Computação no Brasil mas como o bacharelado não era suficiente para suas ambições, foi para Nova York em 1991 seguindo sua paixão em informática mas decidiu tentar misturar informática com desenhos, pois desenhar também era seu hobby, onde estudou na Escola de Artes Visuais graduado com honras em 1993 após completar os curtas “The adventure of Korky, the Corkscrew (1992)“ e “Time for Love (1993)” lá ele encontrou seu professor Chris Wedge, um dos fundadores da Blue Sky Studios, comprado pela Fox Filmes em 1998, quem o convidou a participar do time, e continua trabalhando lá sendo inclusive um dos mais criativos do grupo de artistas. Saldanha é hoje considerado uma das personalidades mais criativas e talentosas da Blue Sky Studios.
Estreou em 2021 na Netflix a série Cidade Invisível de fantasia.

## Filmografia
| Ano                              | Filme                       | Creditado como | Creditado como | Creditado como |
| Ano                              | Filme                       | Diretor        | Co-diretor     | Produtor       |
| -------------------------------- | --------------------------- | -------------- | -------------- | -------------- |
| 1994                             | Time for Love               |                |                | Sim            |
| 2002                             | A Era do Gelo               |                | Sim            |                |
| 2003                             | A Aventura Perdida de Scrat | Sim            |                |                |
| 2005                             | Robôs                       |                | Sim            |                |
| 2006                             | A Era do Gelo 2             | Sim            |                |                |
| 2006                             | Sem Tempo para Nozes        |                |                | Sim            |
| 2008                             | Sobrevivendo ao Sid         |                |                | Sim            |
| 2009                             | A Era do Gelo 3             | Sim            |                |                |
| 2011                             |                             |                |                |                |
| A Era do Gelo: Especial de Natal |                             |                | Sim            |                |
| Rio                              | Sim                         |                |                |                |
| 2014                             | Rio 2                       | Sim            |                |                |
| 2017                             | O Touro Ferdinando          | Sim            |                |                |
| 2018                             | Antes Que Eu Me Esqueça     |                |                | Sim            |
| 2021-23                          | Cidade Invisível            |                |                | Sim            |
| 2023                             | How To Be a Carioca         |                |                | Sim            |
| 2024                             | Harold e o Lápis Mágico     | Sim            |                |                |
| 2025                             | 100 Dias                    | Sim            |                |                |
| 2026                             | Os Saltimbancos             | Sim            |                |                |